# La Vinyota (Castellterçol)
La Vinyota és un paratge del terme municipal de Castellterçol, a la comarca del Moianès.
És en el sector nord-est del terme castellterçolenc, just al nord del Molí Nou, a la dreta de la Riera de Fontscalents. És al sud de la Creueta i a llevant del Solell del Molí Nou.